# De förenade FNL-grupperna
De förenade FNL-grupperna (DFFG) var en riksorganisation i Sverige som grundades 1967 för att bilda opinion för att USA skulle lämna Vietnam och för att stödja organisationen Front National de Liberation FNL i Sydvietnam. Organisationens grundades av personer som inte gillade parollen "Fred i Vietnam". De som grundade De Förenade FNL-grupperna ansåg att Vietnamrörelsen borde kräva: "USA ut ur Vietnam". Parollen "Fred i Vietnam" ansågs varar för tam, den kunde tolkas som ett accepterande av att USA fick behålla vissa militära styrkor i Vietnam.

## Bakgrund
Den tidigare franska kolonin Vietnam blev efter Indokinakriget självständig år 1954 och delades då i ett kommuniststyrt Nordvietnam och ett USA-orienterat Sydvietnam. Efter att planerade allmänna val ställts in påbörjades 1957 ett gerillakrig mot Sydvietnams USA-stödda regim. De huvudsakligen kommunistiska gerillagrupperna slog sig år 1960 samman i organisationen FNL, som fick starkt stöd från Nordvietnam och vapenhjälp från Sovjetunionen och Kina. USA stödde Sydvietnams militärregim ekonomiskt och med militära rådgivare och påbörjade 1964 ett direkt deltagande i kriget. Som mest, i början av 1969, fanns över 543 000 amerikanska soldater i Vietnam.
I och med USA:s upptrappade bombningar i februari 1965 blev kriget på allvar uppmärksammat i Sverige, bland annat genom uttalanden av författare som Sara Lidman och Artur Lundkvist. Engagemanget ledde till flera olika och delvis parallella initiativ:  
- I augusti 1965 bildades Svenska Vietnamkommittén med syfte att ena de krafter som ville verka för fred i Vietnam. Inriktningen var humanitär och pacifistisk och ordförande var först socialdemokraten Stiv Jakobsson och sedan författaren Per Anders Fogelström. Inom kommittén fanns redan från början oenighet om kommitténs huvudparoll Fred i Vietnam och även om arbetsmetoder, och verksamheten upphörde efter bara något år.[3]
- Sommaren 1967 hölls Stockholm World Conference On Vietnam med omkring 400 internationella deltagare från olika politiska grupper, fredsgrupper och kristna organisationer. Initiativet till konferensen hade tagits av Svenska Freds- och Skiljedomsföreningen. Åren 1968-1970 hölls ytterligare fyra liknande konferenser, men i mindre skala.[4]
- I oktober 1967 bildades Svenska kommittén för Vietnam som i praktiken innebar en sammanslagning av den avsomnade Svenska Vietnamkommittén och Stödkommittén för Stockholmskonferensen om Vietnam. Den nya organisationen fick stöd från en rad olika fackliga, religiösa och politiska organisationer men gavs på olika sätt en tydligt socialdemokratisk prägel. I januari 1968 valdes den första ordinarie styrelsen ledd av Gunnar Myrdal. I februari organiserade Svenska kommittén för Vietnam ett fackeltåg där utrikesminister Olof Palme deltog tillsammans med Nordvietnams Moskvaambassadör. Under Vietnamkrigets slutskede bytte organisationen namn till Svenska kommittén för Vietnam, Laos och Kambodja.[5]
- I september 1965 bildades i Stockholm Arbetsgruppen för stöd åt Sydvietnams Nationella Befrielsefront. Stommen i gruppen utgjordes av medlemmar ur Clartés Sydostasiengrupp, och ordförande var Sköld Peter Matthis. Med denna första FNL-grupp som förebild bildades snart grupper även i andra städer. I augusti 1966 hölls den första konferensen för  paraplyorganisationen DFFG - De förenade FNL-grupperna och i augusti omvandlades DFFG till en riksorganisation med sektioner under en central styrelse.[6][7]

## Program
Det program som antogs vid  DFFG:s kongress 1969 inleds med följande stycke:
Motsättningen mellan det vietnamesiska folket och USA-imperialismen är grundvalen för De Förenade FNL-gruppernas (DFFG) arbete. DFFG är en antiimperialistisk enhetsfrontsorganisation vars målsättning är att stödja det vietnamesiska folket i dess kamp mot USA-imperialismen och för fred, oberoende, suveränitet, enhet och territoriell integritet. Därför är vår uppgift att få det svenska folket att förstå, omsluta och utveckla kamp för parollerna:
USA UT UR VIETNAM!
STÖD VIETNAMS FOLK PÅ DESS EGNA VILLKOR!
BEKÄMPA USA-IMPERIALISMEN!
Dessa paroller kan inte ses åtskilda utan utgör en enhet. De uttrycker ett begränsat krav; att bekämpa USA-imperialismen genom att medverka till att den drivs ut ur Vietnam. Denna begränsning är också en styrka när vi står inför en konkret uppgift.

## Organisation
De förenade FNL grupperna var uppbyggd efter enhetsfrontsprincipen: alla var välkomna, så länge de stödde plattformen, med krav på att USA skulle lämna Vietnam (senare Indokina) och krav på stöd till "Vietnams folk på dess egna villkor", som parollen löd. Formuleringen profilerade DFFG i förhållande till andra mer pacifistiskt inriktade organisationer som använde paroller av typen Fred i Vietnam.  Parollen stöd till "Vietnams folk på dess egna villkor" innebar att DFFG accepterade att FNL, om de så ville, kunde använda pengar som samlats in även till att köpa vapen. DFFG:s stöd var villkorslöst.  Begreppet enhetsfrontspricipen var lånat från motståndet mot Nazityskland och Japans angreppskrig i Kina på 1930-talet. Det fanns nog enstaka aktivister som hade läst Georgi Dimitrovs bok om enhetsfronten men det som aktivisterna gjorde i praktiken var att byggda en svensk folkrörelse underifrån där enskilda personer (inte organisationer) var medlemmar och skötte nästan allting genom ideellt arbete. Det blev något som var snarlikt den tidiga svenska fackföreningsrörelsen, nykterhetsrörelsen och frikyrkorna.
Såväl 1968 som 1970 och 1971 försökte olika mindre grupper av medlemmar, med politisk hemvist långt ut på vänsterkanten, genomdriva att DFFG skulle ha en vidare målsättning än de tre parollerna "USA UT UR VIETNAM, STÖD VIETNAMS FOLK PÅ DESS EGNA VILLKOR samt BEKÄMPA USA-IMPERIALISMEN". På kongressen i Uppsala 1969 avvisades förslaget att DFFG skulle verka för socialismen, något som minoriteten ville. Dessa interna konflikter skadade rörelsen under en kort tid. Opponenterna lämnade snabbt DFFG när de inte fick gehör för sina åsikter bland övriga medlemmar och DFFG fortsatte att växa.
Den 10 januari 1969 blev Sverige det första västliga land som gjorde ett diplomatiskt erkännande av  Nordvietnam.
1970 fanns en lokalavdelning av De förenade FNL-grupperna i 116 kommuner. I Stockholm hade många stadsdelar en egen FNL-grupp, de samverkade via en gemensam styrelse för DFFG i Stockholms kommun.

## Medlemmar
Rörelsen sammanföll med 1960-talets blomstrande ungdomskultur, där rockmusik, frisinnat sex, långt hår och nya klädstilar var ett uppror mot det etablerade samhällets normer. Den svenska FNL-rörelsen var med och krattade manegen för 1970- och 1980-talens sociala rörelser – kvinnorörelsen, miljörörelsen, den progressiva musikrörelsen och byalags-rörelsen. Många av DFFG:s medlemmar var relativt unga, ofta bara runt 20 år när de blev aktiva medlemmar. Inom de etablerade folkrörelserna och alla partier, till och med inom delar av Vänsterpartiet kommunisterna, var det, åtminstone inledningsvis, en mycket kontroversiell åsikt att aktivt stödja en gerillaorganisation i Vietnam som med vapen kämpade mot USA:s närvaro i Vietnam. Svenska militärer, statsministern, partiledare etc och även Olof Palme hade under många år upprätthållit mycket vänskapliga kontakter med ledande personer i USA. Alltsedan andra världskriget hade filmer från Hollywood skildrat USA:s hjältar i kriget mot nazi-Tyskland och amerikansk rockmusik hade nått kultstatus i slutet på 1950-talet. För den generation som var född efter andra världskriget var det inte lika självklart att USA alltid stod för något gott, vilket bidrog till att de kom att dominera bland DFFG:s medlemmar. Typiskt för verksamheten i en lokal FNL-grupp var det som kallades för "basarbetet".  Basarbete innebar att flera gånger per månad stå på ett torg, utanför Systembolaget eller på någon annan plats där det fanns många gångtrafikanter med en insamlingsbössa och en banderoll, sälja Vietnambulletinen och prata om det som hände i Vietnam med alla som var intresserade. Eftersom det fanns ett så stort antal FNL-grupper med många aktiva medlemmar i hela landet så blev basarbetet ett effektivt sätt att påverka den allmänna opinionen.
DFFG försvagades inte av Warszawapaktens inmarsch i Tjeckoslovakien 1968 trots att Sovjetunionen var en stor leverantör av vapen till Nordvietnam. Vid midsommar 1969 hade DFFG växt till 100 lokalgrupper. Det kan förklaras med att DFFG var en del av en allmänt antiimperialisk idéströmning. I DFFG:s interna studiematerial användes ordet socialimperialister som beteckning på Sovjetunionen. Poängen med den så kallade enhetsfrontsprincipen var att DFFG skulle samla personer med olika politiska uppfattningar, inklusive personer som kanske röstade på borgerliga partier, till gemensamma manifestationer. Det viktiga var att de kunde tänka sig att stödja kravet "USA ut ur Vietnam"  Vad sen dessa personer röstade på i riksdagsvalen var en fråga som DFFG absolut inte skulle uttala sig om eftersom det skulle minska uppslutningen bakom kravet "USA ut ur Vietnam".
"..samla så brett stöd som möjligt bakom den viktiga frågan och håll ovidkommande saker borta. Man ska inte gå bort sig i detaljer. Tänk hela tiden på vad det handlar om..." (Ulf Mårtensson, ordförande i De Förenade FNL-grupperna (DFFG) 1971-1975)
År 1970 antog DFFG  ett internt program där det står att 
"...Den sovjetiska socialimperialismen stöder USA-imperialismen. Vid sidan av USA-imperialismen som den dominerande imperialistiska världsmakten har sovjetledarna påbörjat och efterhand intensifierat sin aggressiva politik att skaffa sig ekonomiska och politiska inflytelsesfärer över hela världen...den militära ockupationen av Tjeckoslovakien visar att de med alla medel söker förhindra att länder drar sig ur deras intressesfär."
Flera ledande personer i DFFG:s ledning var även medlemmar i organisationerna Clarté och KFML (bytte namn till SKP) men de var hela tiden bara en liten minoritet bland medlemmarna. DFFG fortsatte att verka enligt sina tre paroller ända fram till att FNL och Nordvietmesiska styrkor intagit Saigon (den 30 april år 1975). Därefter minskade aktiviteterna drastiskt, DFFG bytte namn till Vietnam-och Laosförbundet och upplöstes sedan år 1979.

## Aktiviteter
Tidningen Vietnambulletinen var rörelsens viktigaste kanal för att nå ut med sitt budskap och såldes av aktivister på gator och torg. Upplagan ökade från 500 stencilerade exemplar år 1965 till 60 000 tryckta tidningar tio år senare.
DFFG:s medlemamr samlade in pengar till FNL i Sydvietnam genom exempelvis bössinsamlingar på gator och torg. DFFG ordnade ett stort antal studiecirklar och offentliga möten och hade även egna sånggrupper som gav ut skivor med texter som anknöt till rörelsens paroller. När kriget utvidgades till att också omfatta Laos och Kambodja breddade också DFFG sin plattform till att gälla hela Indokina.
DFFG var en av Sveriges mest aktiva organisationer. Man ordnade många stora och välordnade demonstrationer och offentliga möten samt studiecirklar om Vietnamkrigets historia. I DFFG:s strategi ingick att man inte skulle låta sig provoceras så att demonstrationerna övergick i någon form av våldshandlingar. År 1970 kastade några unga medlemmar i DFFG enstaka ägg mot den bil som USA:s ambassadör åkte när han besökte den lilla orten Glanshammar. Ingen person träffades och det blev inga skador på bilen men ambassadören klagade och regeringen reagerade med att medge tillämpning av en mycket sällan använd paragraf i brottsbalken. Det blev en upprörd, omfattande debatt i massmedia där äggen jämförde med bomber och deltagarna kallades för lymlar i riksdagen. Dagsböter och fängelsestraff utdömdes men fängelsestraffen omvandlades till dagsböter av hovrätten. De medlemmar inom DFFG som deltagit tyckte att regeringen och rättsväsendet överreagerade.
Äggkastningen upprepades inte. DFFG:s ledning uppmanade sina aktiva att  undvika att gå över gränsen för vad som är tillåtet i samband med en demonstration. DFFG organiserade frivilliga, egna demonstrationsvakter och förberedda talkörer mot provokationer.
Med över 200 lokalavdelningar var DFFG på sin tid också en av de största svenska folkrörelserna. En demonstration i Stockholm år 1970 samlade 8 000 deltagare. 1972 ville ännu fler delta. USA hade börjat storskaliga bombningar av Hanoi och andra städer i Nordvietnam. På 1 maj 1972 förenades DFFG:s demonstrationer med flera andra organisationer till en möte på Norra Bantorget som samlade runt 50 000 deltagare. Den största demonstration som någonsin hållits i Sverige.. Demonstrationer ordnades även utför storstäderna. Efter bombningarna av Hanoi 1973 samlade till exempel en demonstration i Söderhamn ett par tusen deltagare. Söderhamn hade på den tiden 14 000 invånare.
DFFG producerade flera grammofonskivor, bland annat Till det kämpande Vietnam.
DFFG:s opinionsarbete kom att bidra till att pappersbruket Bai Bang blev SIDA:s största biståndsprojekt efter Vietnamkrigets slut.

## Säkerhetspolisens övervakning
Redan från bildandet av den första FNL-gruppen i Stockholm övervakades verksamheten av säkerhetspolisen, som bland annat använde sig av information från infiltratörer, besök i och övervakning av ledande aktivisters bostäder, fotografering av möten och demonstrationer samt avlyssning av organisationens telefoner och ledande medlemmars privata telefoner. En mängd personer registrerades av SÄPO. Den hotbild som ansågs motivera detta rörde misstankar om styrning och finansiering från Kina, samt frågan om rörelsens omstörtande eller revolutionära karaktär.
Under DFFG:s första år använde SÄPO betydande resurser på att bevaka och registrera ledande personer i FNL-grupperna, bevaka vissa adresser och telefonavlyssning. SÄPO utredde olika misstankar, men inget av detta ledde fram till åtal mot någon person på grund av personens koppling till FNL-grupperna. De brott som kunde styrkas var så ringa att det inte ledde till åtal. Till ex: FNL-grupper hade inte ansökt om tillstånd hos Polisen till en demonstration som sedan hade genomförts i god ordning. Efterhand minskades SÄPO:s intresse för organisationen eftersom det inte gick att styrka att det fanns några olagliga kopplingar till främmande makt eller utländsk finansiering. Efterhand blev FNL-rörelsens krav på att USA borde lämna Vietnam en åsikt som hade ett mycket brett stöd i Sverige, även i riksdagen.
I en statlig utredning om övervakningen av bland andra DFFG konstaterades år 2002 att hotbildens grad av realism förblir oklar och att övervakningen och registreringen, oavsett motivering, förefaller ha varit överdriven, felriktad och ibland olaglig.